# Scomber colias
A scomber colias Gmelin, 1789, comummente conhecida como cavala, é uma espécie de peixes perciformes da família Scombridae com distribuição natural no Oceano Atlântico. A espécie foi durante muitos tempo considerada como a subespécie S. japonicus colias.